# حريق ملهى كوتشاني الليلي
في 16 مارس 2025، أدى حريق في ملهى Pulse الليلي في كوتشاني، مقدونيا الشمالية، إلى مقتل 59 شخصًا على الأقل وإصابة أكثر من 160 آخرين. ووفقًا لوزير الداخلية بانشي توسكوفسكي، فإن الحريق ناجم عن الألعاب النارية. تم نقل أكثر من 155 شخصًا إلى المستشفى في كوتشاني، وستيب، وسكوبيه، وبلغراد، وصوفيا، وفارنا. كان هذا أعنف حريق في ملهى ليلي في تاريخ مقدونيا وأشد حريق نادي كوليكتيف الملهى الليلي منذ عام 2015 في بوخارست، رومانيا. اندلعت الاحتجاجات في عدة مدن بعد الحدث.